# Haplopelma
Haplopelma là một chi nhện trong họ Theraphosidae. Chi này phân bố ở Đông Nam Á bao gồm Myanma, Trung Quốc Campuchia, Thái Lan, Việt Nam, Malaysia, Singapore và Borneo.

## Các loài
Chi này gồm các loài:
- Haplopelma albostriatum (Simon, 1886)
- Haplopelma doriae (Thorell, 1890)
- Haplopelma hainanum (Liang et al., 1999)
- Haplopelma lividum Smith, 1996
- Haplopelma longipes von Wirth & Striffler, 2005
- Haplopelma minax (Thorell, 1897)
- Haplopelma robustum Strand, 1907
- Haplopelma salangense (Strand, 1907)
- Haplopelma schmidti von Wirth, 1991
- Haplopelma vonwirthi Schmidt, 2005